# توفيق جبر
توفيق جبر (10 مارس 1953 – 27 ديسمبر 2008) كان قائد الشرطة في غزة. وكان من أوائل من استشهدوا مع بداية الهجوم على غزة (2008 - 2009). فقد قامت طائرات الاحتلال بضرب المقر الذي كان يتواجد به اللواء توفيق جبر واستشهد معه في ذات المقر 40 شخص كانوا بحفل تخريج دورة ضباط.
جبر كان يعمل بالبداية مع حركة فتح وبعد سيطرة حماس على غزة انتقل للعمل مع حماس كقائد للشرطة.

## السيرة
ولد الفريق توفيق جبر محمد يوسف في 10 مارس 1953 ويعود أصله لقرية صرفند الخراب في قضاء الرملة وهو أب لاثنين من الذكور وثلاثة من الإناث.
حصل الفريق الشهيد على بكالوريوس في التاريخ من الجامعة العربية في لبنان وكان عضو اتحاد الطلبة فيها طوال سنوات الدراسة.
وقد انتمى لحركة فتح عام 1971، والتحق بصفوف الثورة الفلسطينية في لبنان منذ بداياتها وعمل في مواقع أمنية عديدة خارج الوطن إلى أن عاد إلى أرض الوطن عام 1995م، وشغل منصب مدير جهاز المخابرات العامة في المنطقة الجنوبية. بعد فوز حركة حماس وتشكيل الحكومة العاشرة تم تعيينه بمنصب مديراً عاماً للمباحث العامة في قطاع غزة. في منتصف عام 2007 تم تكليفه من قبل رئيس الوزراء السابق إسماعيل هنية ووزير داخليته الشهيد سعيد صيام بقيادة جهاز الشرطة.